# Distrito de Kinnaur
Kinnaur (en hindi; किन्नौर) es un distrito de la India en el estado de Himachal Pradesh. Código ISO: IN.HP.KI.
Comprende una superficie de 6 401 km².
El centro administrativo es la ciudad de Reckong Peo.

## Demografía
Según censo 2011 contaba con una población total de 84 298 habitantes, de los cuales 37 934 eran mujeres y 46 364 varones.